# Погудин, Олег Евгеньевич
Оле́г Евге́ньевич Погу́дин (род. 22 декабря 1968 года, Ленинград, СССР) — российский певец, актёр, режиссёр. Народный артист Российской Федерации (2015).

## Биография
Вырос в интеллигентной семье учёных, его детство прошло в окраинном районе Ленинграда. Родители работали в научно-исследовательском институте оборонно-промышленного комплекса, несколько поколений Погудиных по мужской линии пели. Олег начал заниматься музыкой с семи лет.
В 1979—1982 годах занимался в детском хоре Ленинградского радио и телевидения под управлением Ю. М. Славнитского, в котором он сразу же стал одним из солистов. К этому времени относятся первые выступления юного певца на больших концертных площадках (БКЗ «Октябрьский», Большой зал Филармонии имени Дм. Шостаковича, Государственная Академическая Капелла им. М. Глинки), а также первые записи на радио и телевидении. Вместе с хором выезжал на гастроли в Германию, другие страны. Архивные записи тех лет Погудина (согласно «Энциклопедии Кирилла и Мефодия») «…доныне транслируются по петербургскому радио».
Учился в школе № 270 Красносельского района, в Детской музыкальной школе № 34 Красного Села, с 1975 по 1987 проживал на ул. Освобождения в Красном Селе.
По окончании школы мечтал поступить в Ленинградскую консерваторию, но шестнадцатилетнему юноше посоветовали подождать пока окрепнет голос и прийти попозже. Не желая ждать, в 1985 году он стал студентом актёрского факультета (мастерская А. Н. Куницына) Ленинградского государственного института театра, музыки и кинематографии им. Н. К. Черкасова, ныне РГИСИ.  Здесь Погудин продолжал серьёзно заниматься вокалом. Его дипломной работой стал моноспектакль, в котором автор исполнял песни из репертуара Александра Вертинского, причём «не копировал манеру пения знаменитого русского шансонье, а искал свои выразительные вокальные краски, интонации, акценты». Пройдя в 1989 году стажировку в Театральном центре им. Юджина О’Нила (Eugene O’Neil Theater Center) в США (по линии Американского Национального театрального института), Погудин принял участие в заключительном музыкальном представлении на сцене Линкольн-центра в Нью-Йорке. В 1990 году окончил СПбГАТИ, получив диплом с отличием.
В 1990 году представил публике оригинальную программу «Я — артист!» по песням А. Н. Вертинского. Тогда же стал актёром Санкт-Петербургского АБДТ им. Горького, на сцене которого, по своим словам, в течение 4 лет, до 1993 года играл «крошечные роли».
В 1991 вышел первый большой диск Погудина «Звезда Любви». Год спустя по приглашению Шведского культурного центра провёл два концертных тура по Швеции, с большим успехом исполняя русские романсы и народные песни; считается, что именно Швеция дала «молодому исполнителю певческую путёвку в жизнь». С 1993 года Погудин посвящает себя исключительно концертной деятельности — как в России, так и за рубежом, постоянно работая на региональных радио- и телестудиях.
В течение 1993—1996 годах на РТР вышли десять музыкальных фильмов с его участием, шесть из которых — «Жаворонок» (1993), «Звезда Любви» (1994), «Поговорим о странностях любви» (1994), «Цыганский романс» (1995), «Русская песня и старинный романс» (2-х частях, 1995—1996) — были посвящены непосредственно его творчеству.
В 1993 году вышел первый лазерный диск под названием «Жаворонок», а через 3 года — альбом «Я сохраню слова любви».
В январе 1995 года на международном музыкальном фестивале «Просто друзья» в исполнении Олега Погудина прозвучали городские классические романсы и песни из репертуара Александра Вертинского.
В 1997 году стал лауреатом Фестиваля «Глас Ангельский России» и был удостоен награды «Ангел Трубящий», в 1999 году получил Царскосельскую художественную премию, в 2002 году — премию «Триумф». В конце 2004 года присвоено звание заслуженного артиста Российской Федерации.
В 2005—2006 годах был ведущим программы «Романтика романса» на канале «Культура».
С 1999 по 2008 год преподавал в Санкт-Петербургской академии театральных искусств (с 2007 года — доцент кафедры эстрады и музыкального театра). При участии Погудина на сцене Учебного театра были поставлены спектакли «Голоса ушедшего века», «Алые паруса», «Дорога без конца», ставшие заметными событиями петербургской театральной жизни.
В 2009—2012 годах проходил стажировку по классу вокала у художественного руководителя Центра оперного пения Галины Вишневской.
C 2012 по 15.10 2024 года - член Совета при президенте Российской Федерации по культуре и искусству.
С 1995 года сначала на Петербургском радио, а затем в прессе и устроителями концертов Погудин широко упоминается как «Серебряный голос России».
Сам Погудин называет себя представителем эстрадного жанра, который старается выступать на академическом уровне.
В 2012 году в интервью артиста отмечалось, что райдер Погудина весьма скромный: бутылка воды, несколько бутербродов и чашка кофе после выступления. По словам Погудина, он может выступать даже в неотапливаемых залах при условии достойного художественного уровня самого мероприятия.
В 2015—2020 году Олег Погудин был членом жюри Всероссийского телевизионного конкурса юных талантов «Синяя птица», в 2021 вошёл в состав жюри первого детского образовательного фестиваля «Открытое искусство».
Погудин живёт в Москве и Санкт-Петербурге, в обоих городах имеет квартиры. Одним из главных своих увлечений считает путешествия. Он побывал более чем в 50 странах.
Олег Евгеньевич владеет английским, французским и шведским языками и является преданным поклонником оперы, балета и драматического театра.

## Концертная деятельность
Погудин ведёт активную концертную деятельность, давая более 70 концертов в год. Первый сольный концерт Олега состоялся в 1987 году.
В репертуар артиста входит свыше 500 песен и романсов на 15 языках. Основные концертные программы: «Элегия», «Чайковский», «Пушкин. Лермонтов», «Русский романс», «Городской романс», «Народная песня», «Молитва», «Песни Великой войны»; «Любовь останется» (советская лирическая песня), «Любовь и разлука» (песни Исаака Шварца), «La Serenata» (итальянская песня), «Je chante» (французская песня) и другие. Особое место в творчестве занимают монографические программы, посвящённые памяти известных исполнителей отечественной эстрады: А. Н. Вертинского и Б. Ш. Окуджавы.
В 2000-х годах особое внимание артиста было сосредоточено на работе над серией концертов и записей под названием «Русскому гению», цель которой — воплотить на сцене и в записи произведения камерного вокального жанра на стихи русских поэтов XIX — начала XX веков. В рамках этой программы проходит постоянное сотрудничество с литературными музеями России, как то: Государственный Музей-заповедник А. С. Пушкина «Михайловское», Музей-усадьба Л. Н. Толстого — Ясная Поляна, Музей-усадьба А. С. Грибоедова — Хмелита, Государственный музей-заповедник М. Ю. Лермонтова в Пятигорске и др. В 2018 году в рамках  проекта "Русскому гению", поддержанного грантом Президента РФ  артистом были представлены новые концертные программы: «…И снились милые черты» — в Пушкинском заповеднике; «…Чу, песня! Знакомые звуки!…» — в музее-заповеднике Н. А. Некрасова «Карабиха»; программа, посвящённая музыкальной жизни семьи Толстых — в музее-усадьбе Л. Н. Толстого «Ясная Поляна».
Стали традицией концерты Погудина в день его рождения на сцене Государственного Кремлёвского дворца и 31 декабря в БКЗ «Октябрьский». На кремлёвской сцене были представлены программы «Романс. Romance» (24.05.2007); «Звезда любви» (17.12.2008, 21.12.2012, 22.12.2016, 22.12.2019); «Время романса» (29.10.2010, 29.10.2011); «За столом семи морей» (22.12.2013).22 декабря 2017 года состоялась премьера программы «Дорогой длинною. Трагический тенор эпохи», воплотившей тему судьбы русского романса на сломе эпох и ставшей данью памяти создателям этого жанра; а 22 декабря 2018 года — премьера юбилейного концерта-спектакля «Серебряный век», в котором Погудин выступил также как сценарист и продюсер. Для Санкт-Петербурга артист подготовил отдельную версию программы «Серебряный век. Вариации. Петербург», показанную 19 июня 2019 года на сцене БКЗ “Октябрьский” «Серебряный век» был показан в 40 городах России, а также в Минске и Берлине.
Сезон 2020—2021 года Олег Погудин открыл посвященным юбилею композитора концертом в доме-музее П.И.Чайковского в Клину.
За 2020 год Погудин провел восемь онлайн-концертов. Им было записано три альбома «Русское танго», «Je chante», «Мелодия рассвета» (греческая песня).
23 ноября 2020 года в Ратной Палате Царского села состоялась премьера его музыкально-поэтического спектакля «Царскосельские лебеди».
28 января 2021 года на сцене Театра музыки и поэзии под руководством Елены Камбуровой состоялась премьера спектакля «Мелодия рассвета». К ней Олегом Погудиным было подготовлено 15 поэтических переложений греческих песен на русский язык.
Седьмого октября 2021 года в Санкт-Петербурге в БКЗ «Октябрьский» состоялась премьера концерта спектакля «Золотой век», в котором Олег Погудин также выступил автором сценария и режиссёром. 22 декабря 2021 года в Государственном Кремлёвском дворце состоялась московская премьера концерта-спектакля «Золотой век».
Летом 2022 года три различных версии концерта-спектакля "Золотой век" при поддержке Министерства культуры прошли в Царском Селе, Ясной Поляне и Михайловском.
25 февраля 2023 года в БКЗ "Октябрьский" и 9 марта 2023 года в Государственном Кремлевском Дворце прошла премьера концерта-спектакля "Ар-деко", ставшего заключительной частью трилогии о судьбах русского искусства: "Серебряный век" - "Золотой век" - "Ар-деко".
В отзывах СМИ было отмечено, что "На главной концертной площадке страны Олег Погудин и его коллеги «продемонстрировали» все прелести жизни: радость и печаль, смех и слезы, комедию и трагедию, любовь и веру. Именно они - суть музыки и поэзии, смысл любого великого искусства – от концерта до балетного номера и стихотворения".
20 марта 2023 года концерты-спектакли Олега Погудина "Серебряный век" и "Золотой век" были удостоены всероссийской литературной премии имени Андрея Дементьева за "вклад в развитие и популяризацию поэтического творчества".
30 октября 2023 года Олег Погудин представил публике премьеру спектакля "Лермонтов. Я к вам пишу". "Уникальным  этот спектакль делает то, что Олег Погудин – выдающийся камерный певец. Это позволяет ему решать художественные задачи не доступные даже очень талантливому, но не поющему актеру",  - было отмечено в рецензии.https://artmoskovia.ru/ya-k-vam-pishu.html
Сольные концерты Погудина проходят в таких залах как Государственный Кремлёвский дворец, Концертный зал имени Чайковского, Светлановский зал Московского международного Дома музыки, Большой зал консерватории имени П.И.Чайковского, Большой концертный зал «Октябрьский», Государственная академическая Капелла имени М.И.Глинки, Большой зал Санкт-Петербургской филармонии имени Д.Д.Шостаковича. Он выступал с сольными концертами на сцене концертного зала «Эстония» в Таллине, концертного зала «Большая гильдия» в Риге, Хорватского национального театра в Загребе, Laeiszhalle в Гамбурге, Konserthuset в Стокгольме, Piccolo Teatro di Milano, в Музеон Исраэль в Тель-Авиве, во Дворце Наций в Женеве, Teatro Isabel la Catolica в Гранаде, Millenium Theatre в Нью-Йорке, Palace of Fine Arts в Сан-Франциско.
Олег Погудин  неоднократно был гостем таких  телевизионных программ, как «Белая студия», «Главная роль», «Привет, Андрей», «Нескучная классика» . Его творчеству посвящен целый ряд  сольных выпусков «Романтики романса", среди которых  "Романсы на стихи Лермонтова", "Французская песня",  "Песни Исаака Шварца", "Песни Булата Окуджавы",  "Роман с романсом", "Юбилей в кругу друзей".   По ТВ были показаны его концерты-спектакли «За столом семи морей», «Серебряный век», «Золотой век» и другие.

## Дискография
- 1991 — виниловая пластинка «Звезда любви» на фирме «Мелодия»
- 1993 — лазерный диск «Жаворонок»
- 1994 — магнитный альбом «Романс»
- 1996 — лазерный диск «Я сохраню слова любви»
- 1997 — лазерный диск «Песнопения иеромонаха Романа»
- 1997 — лазерный диск «Бирюзовые, златы колечки»
- 1997 — лазерный диск из серии «Русскому Гению» «Лермонтов Том I. Молитва»
- 1998 — лазерный диск «Можно мне Вас тихонько любить…» песни Александра Вертинского
- 2001 — лазерный диск «Панихида хрустальная» песни Александра Вертинского, часть вторая.
- 2001 — лазерный диск «Элегия. Концерт»
- 2002 — лазерный диск «Я клянусь, что это любовь была…» песни Булата Окуджавы
- 2005 — лазерный диск «Избранное, том I»
- 2006 — лазерный диск «Русский романс. Часть I»
- 2006 — лазерный диск «Русский романс. Часть II»
- 2007 — лазерный диск «Песнопения иеромонаха Романа»
- 2007 — лазерный диск «Песни Великой Войны»
- 2008 — лазерный диск «Народная песня. Часть I»
- 2008 — лазерный диск Советская лирическая песня «Любовь останется…»
- 2009 — DVD «Избранное. Концерт»
- 2009 — лазерный диск «Песни нашей Победы». Выпущен для ветеранов ВОВ Московской области.
- 2010 — лазерный диск «…твоё легко прикосновенье…» Романсы русских композиторов XIX века.
- 2011 — лазерный диск «Любовь и разлука» Песни Исаака Шварца
- 2016 — лазерный диск «Городской Романс» Русские Романсы 2CD
- 2018 — лазерный диск «Союз друзей. Песни Булата Окуджавы».
- 2018 — лазерный диск «La serenata».
- 2018 — альбом (три диска) «Юбилей».
- 2020 — лазерный диск «Русское танго».
- 2020 — лазерный диск «Je chante».
- 2020 — лазерный диск «Мелодия рассвета»

## Репертуар
| Репертуар | Репертуар                                                       |
| Название | Авторы                                                          |
| --- | --------------------------------------------------------------- |
| А годы летят | М. Фрадкин — Е. Долматовский                                    |
| А годы уходят, уходят (В нашем доме война отгремела)                                                                               | И. Шварц — Б. Окуджава                                          |
| Адель | М. Глинка — А. Пушкин                                           |
| Ангел | А. Варламов — М. Лермонтов                                      |
| Арбатский романс | Б. Окуджава                                                     |
| Арго (рус., груз.) | А. Басилая — Ю. Ряшенцев (рус.), Д. Багашвили (груз.)           |
| Арии Тассило из оперетты «Марица»: «Komm, Zigan, spiel mir was vor» (нем.), «Grüß mir mein Wien» (нем.)                            | И. Кальман — Ю. Браммер, А. Грюнвальд                           |
| Ария Альмирены из оперы «Ринальдо» (итал.)                                                                                         | Г. Гендель — Дж. Росси                                          |
| Ария мистера Икс из оперетты «Принцесса цирка» Zwei Märchenaugen (нем.)                                                            | И. Кальман — Ю. Браммер, А. Грюнвальд                           |
| Ария Надира из оперы «Искатели жемчуга» Je crois entendre encore (франц.)                                                          | Э. Бизе — Э. Кормон, М. Каррэ                                   |
| Астры осенние | Н. Харито — А. Грей                                             |
| Ах, Арбат, мой Арбат | Б. Окуджава                                                     |
| Ах, трубы медные гремят | Б. Окуджава                                                     |
| Ах, ты душечка, красна девица | Русская народная песня                                          |
| Ах, ты ноченька | Русская народная песня                                          |
| Ах, эти чёрные глаза | О. Строк — А. Перфильев                                         |
| Бал Господень | А. Вертинский                                                   |
| Батальное полотно | Б. Окуджава                                                     |
| Баюшки-баю | Т. Толстая — К. Бальмонт                                        |
| Белой акации цветы душистые | Неизв. — А. Пугачёв?                                            |
| Белые ночи (Ночь или день — невозможно сказать)                                                                                    | -                                                               |
| Берёзка (Средь сосен суровых) | Е. Дрейзин — А. Безыменский                                     |
| Бери шинель, пошли домой | В. Левашов — Б. Окуджава                                        |
| Бирюзовые златы колечки | Народная — В. Козин                                             |
| Боже мой, Боже мой | Иеромонах Роман                                                 |
| Бразильский крейсер | А. Вертинский — И. Северянин                                    |
| Бубенцы | Н. (В.?) Бакалейников — А. Кусиков                              |
| В городском саду | М. Блантер — А. Фатьянов                                        |
| В день рождения подарок | Б. Окуджава                                                     |
| В землянке | К. Листов — А. Сурков                                           |
| В крови горит огонь желанья | М. Глинка — А. Пушкин                                           |
| В лесу прифронтовом | М. Блантер — М. Исаковский                                      |
| В лунном сиянии (Троечка) | Е. Юрьев                                                        |
| В нашем старом саду (из к/ф «Последняя жертва»)                                                                                    | И. Шварц — Б. Окуджава                                          |
| В синем и далеком океане | А. Вертинский                                                   |
| В степи молдаванской | А. Вертинский                                                   |
| В том краю, где жёлтая крапива (Каторжная)                                                                                         | А. Вертинский — С. Есенин                                       |
| В час роковой | Цыганская песня                                                 |
| Вальс о вальсе | Э. Колмановский — Е. Евтушенко                                  |
| Вам девятнадцать лет | Б.Прозоровский — Е. Белогорская                                 |
| Вам не понять моей печали | А. Гурилев — А. Н. Бешенцов                                     |
| Ваше благородие, госпожа разлука                                                                                                   | И. Шварц — Б. Окуджава                                          |
| Ваше Величество Женщина (Тьмою здесь все занавешено)                                                                               | Б. Окуджава                                                     |
| Ваши пальцы пахнут ладаном | А. Вертинский                                                   |
| Вдоль по улице метелица метёт | А. Варламов — Д. Глебов                                         |
| Веры тонкая свеча | А. Пахмутова — Н. Добронравов                                   |
| Ветка сирени | А. Волошин — М. Гальперин                                       |
| Вечер на рейде | В. Соловьёв-Седой — А. Чуркин                                   |
| Вечерний звон (с Е. Дятловым) | А. Алябьев — Т. Мур в пер. И. Козлова                           |
| Вечерняя песня (Город над вольной Невой)                                                                                           | В. Соловьёв-Седой — А. Чуркин                                   |
| Взгляд твоих чёрных очей | Н. Зубов — И. Железко                                           |
| Владыко дней моих | А. Даргомыжский — А. Пушкин                                     |
| Вниз по Волге реке | А. Варламов — А. Шаховской                                      |
| Воспоминание (Прошли, прошли вы, дни очарованья)                                                                                   | А. Алябьев — В. Жуковский                                       |
| Воспоминание (Есть дева прелестная)                                                                                                | А. Гурилев — А. Дьяков                                          |
| Вот мчится тройка почтовая | Русская народная песня                                          |
| Вот так она любит меня | Б. Окуджава                                                     |
| Враги сожгли родную хату | И. Блантер — М. Исаковский                                      |
| Время изменится | Б. Борисов                                                      |
| Всё глуше музыка души | Б. Окуджава                                                     |
| Всё, что было | Д. Покрасс — П. Герман                                          |
| Всегда и везде за тобою | Неизв. — Н. Дервиз                                              |
| Вторая песня Баяна из оперы «Руслан и Людмила»                                                                                     | М. Глинка — В. Ширков, М. Глинка                                |
| Вы просите песен | Саша Макаров                                                    |
| Выхожу один я на дорогу /Je m’en vais tout seul sur la grand' route (франц.)                                                       | Е.Шашина — М. Лермонтов / М. Цветаева (франц.)                  |
| Вьётся вдаль тропа лесная | Б. Мокроусов — Н. Лабковский                                    |
| Вьётся ласточка сизокрылая | А. Гурилев — Н. Греков                                          |
| Газовая косынка | Б. Прозоровский — М. Козырев                                    |
| Где ж ты мой сад | В. Соловьёв-Седой — А. Фатьянов                                 |
| Главная песенка | Б. Окуджава                                                     |
| Глядя на луч пурпурного заката (Забыли Вы)                                                                                         | А. Оппель — П. Козлов                                           |
| Голубые глаза | О. Строк                                                        |
| Гора Голгофа | Иеромонах Роман                                                 |
| Гори, гори, моя звезда | П. Булахов — В. Чуевский                                        |
| Горные вершины | А. Варламов — М. Лермонтов                                      |
| Город пышный, город бедный | И. Шварц — А. Пушкин                                            |
| Грузинская песня | Б. Окуджава                                                     |
| Грустить не надо | М. Блантер — В. Масс                                            |
| Давно мы дома не были | В. Соловьёв-Седой — А. Фатьянов                                 |
| Дай Бог! | Р. Паулс — Е. Евтушенко                                         |
| Два ворона | А. Верстовский — А. Пушкин                                      |
| Два сердца | А. Спиро — Л. Косунович                                         |
| Две гитары / Les deux guitares (франц.)                                                                                            | И. Васильев — А. Григорьев / Ш. Азнавур (франц.)                |
| Две розы | С. Покрасс — А. Д’Актиль                                        |
| Девонька милая | А. Аксельрод — В. Всесвятский                                   |
| Дежурный по апрелю | Б. Окуджава                                                     |
| Дивные очи | Л. Денца — Р. Е. Пальяр в пер. с итал. С. Уколова               |
| Дикое поле (С Е.Дятловым) | Казачья песня                                                   |
| Для берегов Отчизны дальной… | А. Бородин — А. Пушкин                                          |
| Дни бегут | А. Вертинский                                                   |
| До свидания, мальчики | Б. Окуджава                                                     |
| Дождик осенний | И. Шварц — Б. Окуджава                                          |
| Дорогой длинною / Those were the days (англ.)                                                                                      | Б. Фомин — К. Подревский / Ю. Раскин (англ.)                    |
| Дорожные жалобы | И. Шварц — А. Пушкин                                            |
| Доченьки | А. Вертинский                                                   |
| Дремлют плакучие ивы | Б. Барон — А. Тимофеев                                          |
| Дружба (Когда простым и нежным взором)                                                                                             | В. Сидоров — А. Шмульян                                         |
| Друзьям (Я пью за здоровье немногих)                                                                                               | А. Петров — П. Вяземский                                        |
| Думы | В. Агафонов — Н. Гумилёв                                        |
| Дуэль | А. Городницкий                                                  |
| Дымок от папиросы | И. Дунаевский – Н. Агнивцев                                     |
| Еврейская мелодия | В. Абаза — М. Лермонтов                                         |
| Если б гармошка умела… | А. Фатьянов — А. Лепин                                          |
| Если жизнь тебя обманет | А. Алябьев — А. Пушкин                                          |
| Ещё один романс | Б. Окуджава                                                     |
| Жаворонок | М. Глинка — Н. Кукольник                                        |
| Жалобно стонет ветер осенний | Д. Михайлов — А. Пугачёв                                        |
| Жди меня | К. Молчанов — К. Симонов                                        |
| Жёлтый ангел | А. Вертинский                                                   |
| Жёлтый лист о стебель бьётся (Песня)                                                                                               | М. Балакирев — М. Лермонтов                                     |
| Живописцы, окуните ваши кисти | Б. Окуджава                                                     |
| Жигули (Я полюбил тебя на Волге)                                                                                                   | Старинная волжская песня                                        |
| Жизнь цыганская | Д. Покрасс — Б. Тимофеев                                        |
| Журавли / Οι γερανοί (греч.) | Я. Френкель — Р. Гамзатов в пер. Н. Гребнева / Я. Рицос (греч.) |
| За кулисами (Тихонько любить) | А. Вертинский                                                   |
| Заветный камень | Б. Мокроусов — А. Жаров                                         |
| Заезжий музыкант | Б. Окуджава                                                     |
| Заздравная песня | Саша Макаров                                                    |
| Заздравный кубок | А. Дюбюк — А. Пушкин                                            |
| Застольная Волховского фронта (Ленинградская застольная)                                                                           | И. Любан — П. Шуман                                             |
| Затворница | Н. Казанли — Я. Полонский                                       |
| Затихнет шрапнель | И. Шварц. — Б. Окуджава                                         |
| Зачем? (Зачем же ты приснилася) | П. Чайковский — Л. Мей                                          |
| Звёздочка | В. Соловьёв-Седой — А. Фатьянов                                 |
| Звёзды на небе | М. Борисов — Н. Дитерихс                                        |
| Земля от света повернёт во тьму | Иеромонах Роман                                                 |
| Зимний вечер | М. Яковлев — А. Пушкин                                          |
| Зимняя дорога | А. Алябьев — А. Пушкин                                          |
| Злые духи | А. Вертинский                                                   |
| И млечный путь, и кроткий полумесяц                                                                                                | Иеромонах Роман                                                 |
| И скучно, и грустно | А. Гурилев — М. Лермонтов                                       |
| И тихо, и ясно | Е. Греве-Соболевская — М. Йозефович в пер. К. Медведского       |
| И цветы, и шмели | И. Шварц — И. Бунин                                             |
| Иерусалим | Иеромонах Роман                                                 |
| Из петербургской гавани на юг… | О. Погудин                                                      |
| Изумруд | Б. Фомин — А. Д’Актиль                                          |
| Испанская песня | Н. Матвеева                                                     |
| К Морфею | Н. Титов — А. Пушкин                                            |
| Кабинеты моих друзей | Б. Окуджава                                                     |
| Казачья колыбельная песня / Berceuse cosaque (франц.)                                                                              | Неизв. — М. Лермонтов / М. Цветаева (франц.)                    |
| Как вдали при долине | Народная песня                                                  |
| Как вечор моя милая (с Е. Дятловым)                                                                                                | Народная песня                                                  |
| Как сладко с тобою мне быть | М. Глинка — П. Рындин                                           |
| Калитка | А Обухов — А. Будищев                                           |
| Камнем грусть висит на мне… | В. Высоцкий                                                     |
| Канареечка (Ой, ты рощица, да ты зелёная...)                                                                                       | Народная песня                                                  |
| Капли датского короля | И. Шварц — Б. Окуджава                                          |
| Капризная, упрямая | А. Кошевский                                                    |
| Караван (Мы странно встретились)                                                                                                   | Б. Прозоровский — Б. Тимофеев                                   |
| Качели | И. Шварц — К. Валькадос                                         |
| Кирпичики (из репертуара Ю. Морфесси)                                                                                              | С. Бейлинзон, В. Кручинин — П. Герман                           |
| Клён ты мой опавший, клён заледенелый…                                                                                             | Неизв. — С. Есенин                                              |
| Когда весна придёт, не знаю | Б. Мокроусов — А. Фатьянов                                      |
| Когда я на почте служил ямщиком | Я. Пригожий — Л. Трефолев                                       |
| Колодники | Народная — А. К. Толстой                                        |
| Колокольный звон | Иеромонах Роман                                                 |
| Колокольчики мои | П. Булахов — А. К. Толстой                                      |
| Команда молодости нашей | А. Пахмутова — Н. Добронравов                                   |
| Кончилось счастье | Н. Харито — В. Шумский                                          |
| Коробейники | Я. Пригожий — Н. Некрасов                                       |
| Куплеты Курочкина | Б. Мокроусов — А. Фатьянов                                      |
| Лебединая песня | М. Пуаре                                                        |
| Ленинград мой | А. Лепин — П. Шубин                                             |
| Ленинградская музыка | Б. Окуджава                                                     |
| Летний сад | И. Балакирев — А. Ахматова                                      |
| Лизавета | Н. Богословский — Е. Долматовский                               |
| Лиловый негр | А. Вертинский                                                   |
| Липа вековая | Русская народная песня                                          |
| Лучинушка (Горит в избе лучинушка)                                                                                                 | Русская народная песня                                          |
| Льётся песня (Весёлой шумною толпою)                                                                                               | В. Кручинин — М. Лахтин                                         |
| Любимые глаза (Необыкновенные глаза)                                                                                               | А. Бабаев — К. Сейтлиев в пер. А. Кронгауза                     |
| Любимый город | Н. Богословский — Е. Долматовский                               |
| Люблю | К. Розенфельд — Н. Венгерский                                   |
| Любо, братцы, любо | Казачья песня                                                   |
| Любовь и разлука | И. Шварц — Б. Окуджава                                          |
| Любовь останется | В. Гаврилин — Б. Гершт                                          |
| Мадам, уже падают листья | А. Вертинский                                                   |
| Маленький креольчик | А. Вертинский                                                   |
| Маленький принц (из к/ф "Пассажир с «Экватора»)                                                                                    | М. Таривердиев — Н. Добронравов                                 |
| Март. Сумерки | А. Дольский                                                     |
| Марфуша | М. Марьяновский                                                 |
| Матросы | А. Вертинский — Б. Даев                                         |
| Меж высоких хлебов | Н. Александров — Н. Некрасов                                    |
| Меж крутых бережков (с Е. Дятловым)                                                                                                | Неизв. — М. Ожегов                                              |
| Мелодия | А. Пахмутова — Н. Добронравов                                   |
| Милая (цыганский вальс) | Э. Вальдтейфель — С. Гердель                                    |
| Минута на пути | А. Вертинский — Вс. Рождественский, А. Вертинский               |
| Мне грустно (Отчего) | А. Даргомыжский — М. Лермонтов                                  |
| Мне не жаль | О. Донаурова — А. Апухтин                                       |
| Моё последнее танго | О. Строк — А. Перфильев                                         |
| Мой караван шагал через пустыню | Н. Матвеева                                                     |
| Мой костер (Прощание цыганки) | Неизв. — Я. Полонский                                           |
| Молитва (В минуту жизни трудную)                                                                                                   | А. Даргомыжский — М. Лермонтов                                  |
| Молитва (Я, матерь Божия…) | А. Варламов — М. Лермонтов                                      |
| Молитва Франсуа Вийона | Б. Окуджава                                                     |
| Московские окна | Т. Хренников — М. Матусовский                                   |
| Моторы пламенем объяты | Народная песня                                                  |
| Моя душечка (Тебя встретил я, мою милую)                                                                                           | А. Дюбюк — С. Писарев                                           |
| Моя любимая | М. Блантер — Е. Долматовский                                    |
| Музыкант играл на скрипке… | Б. Окуджава                                                     |
| Мы вышли в сад | М. Толстой — А. Толстая                                         |
| Мы с тобой давно уже не те | Ю. Аделунг                                                      |
| Мы только знакомы | Б. Прозоровский — Л. Пеньковский                                |
| На воздушном океане (второй романс Демона из оперы "Демон")                                                                        | А. Рубинштейн — М. Лермонтов                                    |
| На всю оставшуюся жизнь (С М. Кондратковой)                                                                                        | В. Баснер — П. Фоменко                                          |
| На дальней станции сойду | В. Шаинский — М. Танич                                          |
| На заре ты её не буди | А. Варламов — А. Фет                                            |
| На лодке | В. Соловьёв-Седой — В. Лебедев-Кумач                            |
| На реках вавилонских | Иеромонах Роман                                                 |
| На сопках Маньчжурии | И. Шатров — А. Машистов                                         |
| На улице дождик | Народная песня                                                  |
| На фоне Пушкина снимается семейство                                                                                                | Б. Окуджава                                                     |
| Над окошком месяц | Я. Френкель — С. Есенин                                         |
| Над розовым морем | А. Вертинский — Г.Иванов                                        |
| Надежда | А. Пахмутова — Н. Добронравов                                   |
| Надежды крашеная дверь | И. Шварц — Б. Окуджава                                          |
| Надежды маленький оркестрик (Песенка о ночной Москве)                                                                              | Б. Окуджава                                                     |
| Надпись на камне | Б. Окуджава                                                     |
| Нам звезды кроткие сияли | П. Чайковский — А. Плещеев                                      |
| Наш город (За заставами ленинградскими)                                                                                            | В. Соловьёв-Седой — А.Фатьянов                                  |
| Не бродяги, не пропойцы | Б. Окуджава                                                     |
| Не велят Маше за реченьку ходить                                                                                                   | Русская народная песня                                          |
| Не верь, мой друг, не верь, когда в порыве горя                                                                                    | П. Чайковский — А. К. Толстой                                   |
| Не ветер, вея с высоты | Н. Римский-Корсаков — А. К. Толстой                             |
| Не вечерняя | Цыганская песня                                                 |
| Не греет любовь и не светит | С. Никитин — Ю. Визбор                                          |
| Не жалею, не зову, не плачу | Г. Пономаренко — С. Есенин                                      |
| Не искушай меня без нужды | М. Глинка — Е. Баратынский                                      |
| Не обмани | А. Дюбюк — Г. Гейне в пер. В. Костомарова                       |
| Не одна во поле дороженька | Русская народная песня                                          |
| Не пой, красавица, при мне | М. Глинка — А. Пушкин                                           |
| Не пой, красавица, при мне | С. Рахманинов — А. Пушкин                                       |
| Не пробуждай воспоминаний | П. Булахов — Н. Н.                                              |
| Не растравляй моей души (романс из к/ф «Петербургские тайны»)                                                                      | А. Петров, О. Петрова — Е. Баратынский                          |
| Не сольются никогда зимы долгие и лета…                                                                                            | И. Шварц — Б. Окуджава                                          |
| Не спеши | А. Бабаджанян — Е. Евтушенко                                    |
| Не спрашивай, зачем унылой думой                                                                                                   | И. Шварц — А. Пушкин                                            |
| Не тверди | А. Дюбюк — П. Муратов                                           |
| Не твои ли это слезы | Народная — И. Суриков                                           |
| Не уходи, побудь со мной ещё минутку                                                                                               | Е. Скляров — П. Лещенко                                         |
| Не уходи, побудь со мною | Н. Зубов                                                        |
| Не хочу | П. Булахов — Н. Н.                                              |
| Невеста (Божья матерь Утоли мои печали…)                                                                                           | Г. Свиридов — А. Блок                                           |
| Нет, не тебя так пылко я люблю | Н. Титов — М. Лермонтов                                         |
| Нет, только тот, кто знал | П. Чайковский — из И.В. Гёте в пер. Л. Мея                      |
| Ни отзыва, ни слова, ни привета | П. Чайковский — А. Апухтин                                      |
| Ни слова, о друг мой, ни вздоха | П. Чайковский — из М. Гартмана в пер. А. Плещеева               |
| Ничто в полюшке не колышется | Русская народная песня                                          |
| Нищая | А. Алябьев — П. Беранже в пер. Д. Ленского                      |
| Новое утро (Не клонись-ка ты, головушка)                                                                                           | Б. Окуджава                                                     |
| Ночи безумные | А. Спиро — А. Апухтин                                           |
| Ночи безумные | П. Чайковский — А. Апухтин                                      |
| Ночные цветы | А. Шиловский — Е. Варженевская                                  |
| Ночь светла | Я. Пригожий? — Л. Граве (ред. М. Языкова)                       |
| Ну чем тебе потрафить, мой кузнечик                                                                                                | Б. Окуджава                                                     |
| О бедном гусаре замолвите слово | А. Петров — неизв.                                              |
| О, если б мог выразить в звуке | Л. Малашкин — Г. Лишин                                          |
| Обойми, поцелуй | М. Балакирев — А. Кольцов                                       |
| Огонёк | Неизв. — М. Исаковский                                          |
| Одинокая гармонь | Б. Мокроусов — М. Исаковский                                    |
| Однозвучно гремит колокольчик | А. Гурилев — И. Макаров                                         |
| Ожидание (Зачем сидишь ты до полночи)                                                                                              | А. Варламов — С. Стромилов                                      |
| Ой, да ты калинушка | Русская народная песня                                          |
| Он, наконец, явился в дом… | Б. Окуджава                                                     |
| Оправдание | А. Гурилев — М. Лермонтов                                       |
| Осенние журавли | Народная — А. Жемчужников                                       |
| Осенний сон | А. Джойс — Ф. Касаткин-Ростовский                               |
| Осень | В. Козин — Е. Белогорская, В. Козин                             |
| Остаюсь ленинградцем | С. Пожлаков — Ю. Паркаев                                        |
| Острою секирою ранена берёза | А. Гречанинов — А. К. Толстой                                   |
| Отговорила роща золотая | Г. Пономаренко — С. Есенин                                      |
| Отложим попечение | Иеромонах Роман                                                 |
| Отойди, не гляди | А. Давыдов — А. Бешенцов                                        |
| Отойди, отойди, грусть-печаль | Иеромонах Роман                                                 |
| Отцвели хризантемы | Н. Харито — В. Шумский                                          |
| Отчего побледнела весной | П. Чайковский — Л. Мей                                          |
| Отчего я люблю тебя, светлая ночь                                                                                                  | П. Чайковский — Я. Полонский                                    |
| Очаровательные глазки | Неизв. — И. Кондратьев                                          |
| Очи чёрные | Ф. Герман, А. Феррари в обр. С. Герделя — Е. Гребёнка           |
| Палестинское танго | А. Вертинский                                                   |
| Памятник в Пятигорске | А. Городницкий                                                  |
| Панихиды хрустальные | А. Вертинский                                                   |
| Пара гнедых / Pauvres Chevaus (франц.)                                                                                             | Я. Пригожий — А. Апухтин / С. Донауров (франц.)                 |
| Парижские фантазии | Б. Окуджава                                                     |
| Парус | А. Варламов — М. Лермонтов                                      |
| Певец | А. Верстовский — А. Пушкин                                      |
| Пел соловей | Иеромонах Роман                                                 |
| Переведи меня через майдан | С. Никитин — В. Коротич в пер. с укр. Ю. Мориц                  |
| Перед боем (Закатилася зорька за лес, словно канула)                                                                               | Ю. Борисов                                                      |
| Пёс Дуглас | А. Вертинский                                                   |
| Песенка кавалергарда | И. Шварц — Б. Окуджава                                          |
| Песенка короткая, как жизнь сама                                                                                                   | Б. Окуджава                                                     |
| Песенка о бумажном солдатике | Б. Окуджава                                                     |
| Песенка о дальней дороге | Б. Окуджава                                                     |
| Песенка о молодом гусаре | Б. Окуджава                                                     |
| Песенка о московском муравье | Б. Окуджава                                                     |
| Песенка о Моцарте | Б. Окуджава                                                     |
| Песенка о пехоте | Б. Окуджава                                                     |
| Песенка о старом, больном, усталом короле                                                                                          | Б. Окуджава                                                     |
| Песенка об открытой двери | Б. Окуджава                                                     |
| Песенка про дураков | Б. Окуджава                                                     |
| Песенка фронтовых шофёров | Б. Мокроусов — Б. Ласкин, Н. Лабковский                         |
| Песня волшебника (Из к/ф «Обыкновенное чудо»)                                                                                      | Г. Гладков — Ю. Ким                                             |
| Песня Никиты из оперетты «Холопка»                                                                                                 | Н. Стрельников — В. Раппопорт, Е. Геркен                        |
| Песня певца за сценой (из оперы «Рафаэль»)                                                                                         | А. Аренский — А. Крюков                                         |
| Песня о Тбилиси (სიმღერა თბილისზე) (грузин.)                                                                                       | Р. Лагидзе — П. Грузинский                                      |
| Петрушка | А. Альбин — П. Лещенко                                          |
| Пиратская лирическая | Б. Окуджава                                                     |
| Письмо матери | В. Липатов — С. Есенин                                          |
| Платок вышивая цветной | Н. Матвеева                                                     |
| Плач по Арбату | Б. Окуджава                                                     |
| Плещут холодные волны | В. Беневский?, Ф. Богородицкий? — Я. Репнинский                 |
| По ком ты слезы проливаешь | Цыганская песня                                                 |
| По смоленской дороге | Б. Окуджава                                                     |
| Под звездами балканскими | М. Блантер — М. Исаковский                                      |
| Под клёнами | С. Кац — А. Софронов                                            |
| Под музыку Вивальди | В. Берковский, С. Никитин — А. Величанский                      |
| Подайте Троицкому мосту (Когда голодает гранит)                                                                                    | А. Зубарев — Н. Агнивцев                                        |
| Пожелание друзьям (Давайте восклицать…)                                                                                            | Б. Окуджава                                                     |
| Полно спать | С. Толстой — А. Фет                                             |
| Полночный троллейбус | Б. Окуджава                                                     |
| Помнишь ли ты (дуэт Эдвина и Сильвы из оперетты «Королева чардаша», первое исп. с Динарой Алиевой)                                 | И. Кальман — Л. Штайн, рус. текст Д. Толмачёв                   |
| Попугай Флобер (Jamais) | А. Вертинский                                                   |
| Портрет (Расстались мы; но твой портрет)                                                                                           | А. Спиро — М. Лермонтов                                         |
| Поручение и молитва | А. Варламов — И. Болтин                                         |
| Посвящение (Тебе, но голос музы тёмной)                                                                                            | О. Зыбина — А. Пушкин                                           |
| Последняя любовь | А. Петров — Э. Рязанов                                          |
| Послушай, не идет ли дождь | И. Шварц — Т. Зульфикаров                                       |
| Пост с молитвой сердце отогреет (Канон Великий св. Андрея Критского)                                                               | Иеромонах Роман                                                 |
| Поят Пилат Христа и би Его | Иеромонах Роман                                                 |
| Примирение (О, засни, моё сердце глубоко)                                                                                          | П. Чайковский — Н. Щербина                                      |
| Проводы юнкеров (Наша жизнь — не игра)                                                                                             | Б. Окуджава                                                     |
| Прости! | Н. Римский-Корсаков — Н. Некрасов                               |
| Простите меня | В. Гаврилин — А. Володин                                        |
| Прощай! Шесть букв приносят столько мук                                                                                            | А. Тьебо — М. Лермонтов                                         |
| Прощай, радость, жизнь моя… | Русская народная песня                                          |
| Прощайте, скалистые горы | Е. Жарковский — Н. Букин                                        |
| Прощальный ужин | А. Вертинский                                                   |
| Прощание с новогодней ёлкой | Б. Окуджава                                                     |
| Радость моя | Иеромонах Роман                                                 |
| Развесёлые цыгане | Н. Матвеева                                                     |
| Разлука (На заре туманной юности)                                                                                                  | А. Гурилев — А. Кольцов                                         |
| Разочарование (Прошедших дней очарованья)                                                                                          | А. Варламов — А. Дельвиг                                        |
| Раскинулось море широко | Народная песня                                                  |
| Редеет облаков летучая гряда | Н. Римский-Корсаков — А. Пушкин                                 |
| Родник | Иеромонах Роман                                                 |
| Романс из к/ф «Дни Турбиных» (Целую ночь соловей нам насвистывал)                                                                  | В. Баснер — М. Матусовский                                      |
| Романс Вольфрама из оперы «Тангейзер» O du, mein holder Abendstern (нем.)                                                          | Р. Вагнер                                                       |
| Романс Минского из к/ф "Станционный смотритель" (Красотки томный взор)                                                             | И. Шварц — Б. Окуджава                                          |
| Романс Неморино из оперы «Любовный напиток» Una furtiva lagrima (итал.)                                                            | Г. Доницетти — Ф. Романо                                        |
| Романс фа минор, соч. № 5 Du kommst zurück (нем.) / När natten sluter jorden i sin famn (швед.)                                    | П. Чайковский — Ф. Тис (нем.) / Nils-Georg (швед.)              |
| Россия | Ю. Борисов — А. Блок                                            |
| Свадебная песня | М. Глинка — Е. Ростопчина                                       |
| Свидание | П. Булахов — Н. Греков                                          |
| Севастопольский вальс | К. Листов — Г. Рублёв                                           |
| Сероглазый король | А. Вертинский — А. Ахматова                                     |
| Синий платочек | Е. Петерсбурский — Я. Галицкий                                  |
| Сирень-черемуха | Ю. Милютин — А. Софронов                                        |
| Сияла ночь | Н. Ширяев — А. Фет                                              |
| Скажите, почему | О. Строк                                                        |
| Сколько б ни было в жизни разлук (из к/ф «Жди меня»)                                                                               | Н. Крюков, Ю. Бирюков — К. Симонов, А. Апсолон                  |
| Слеза | М. Яковлев — А. Пушкин                                          |
| Слеза дрожит в твоём ревнивом взоре                                                                                                | П. Чайковский — А. Толстой                                      |
| Случайный вальс | М. Фрадкин — Е. Долматовский                                    |
| Слышу ли голос твой звонкий и ласковый                                                                                             | М. Глинка — М. Лермонтов                                        |
| Смуглянка | А. Новиков — Я. Шведов                                          |
| Снежная колыбельная | А. Вертинский — неизв.                                          |
| Снова, как прежде, один | П. Чайковский — Д. Ратгауз                                      |
| Снова слышу голос твой | Ф. Соколов — А. Фет                                             |
| Солнце истины | Иеромонах Роман                                                 |
| Солнышко (Ой, не будите…) | Цыганская песня                                                 |
| Солнышко сияет, музыка играет… | Б. Окуджава                                                     |
| Соловьи | В. Соловьёв-Седой — А. Фатьянов                                 |
| Сомнение | М. Глинка — Н. Кукольник                                        |
| Сон | Х. Г. Пауфлер — М. Лермонтов                                    |
| Сормовская лирическая | Б. Мокроусов — Е. Долматовский                                  |
| Союз друзей (Поднявший меч на наш союз…)                                                                                           | Б. Окуджава                                                     |
| Спи, моё бедное сердце | О. Строк — О. Строк, Е. Альтшуллер                              |
| Спой ты мне про войну | И. Шварц — Г. Шпаликов                                          |
| Среди долины ровныя | Народная — С. Мерзляков                                         |
| Среди миров, в мерцании светил | А. Вертинский — И. Анненский                                    |
| Средь шумного бала, случайно... | П. Чайковский — А. К. Толстой                                   |
| Стаканчики гранёные | Б. Прозоровский — Г. Гридов                                     |
| Станем пред Царицею Небесною | Иеромонах Роман                                                 |
| Старинная мелодия | А. Ойт — Л. Дербенёв                                            |
| Старинная солдатская песня | Б. Окуджава                                                     |
| Старый пиджак | Б. Окуджава                                                     |
| Степь да степь кругом | Русская народная песня (С. Садовский — И. Суриков)              |
| Старая солдатская | М. Блантер — К. Симонов                                         |
| Страдания извозчика Еремы | Народная песня                                                  |
| Страна Дельфиния | Н. Матвеева                                                     |
| Страшная минута | П. Чайковский                                                   |
| Студенточка | Ж. Збырча — П. Лещенко                                          |
| Стужа | Д. Майданов — С. Михалков                                       |
| Сумасшедший шарманщик | А. Вертинский                                                   |
| Счастливый жребий (После дождичка небеса просторней…)                                                                              | Б. Окуджава                                                     |
| Тайна | В. Сидоров — А. Д’Актиль                                        |
| Так дымно, что в зеркале нет отраженья                                                                                             | В. Высоцкий                                                     |
| Танго Магнолия | А. Вертинский                                                   |
| Татьяна | М. Марьяновский                                                 |
| Твои глаза зелёные | Б. Фомин — К. Подревский                                        |
| Тёмная ночь | Н. Богословский — В. Агатов                                     |
| Темнеет дорога | А. Вертинский — А. Ахматова                                     |
| Теплится лампада | Иеромонах Роман                                                 |
| Течёт река Волга | М. Фрадкин — Л. Ошанин                                          |
| То не ветер ветку клонит | А. Варламов — С. Стромилов                                      |
| То, что я должен сказать | А. Вертинский                                                   |
| Только раз бывают в жизни встречи                                                                                                  | Б. Фомин — П. Герман                                            |
| Третья песня Леля из оперы «Снегурочка»                                                                                            | Н. Римский-Корсаков                                             |
| Три сестры (Опустите, пожалуйста, синие шторы…)                                                                                    | Б. Окуджава                                                     |
| Тройка | Народная — Н. Некрасов                                          |
| Тум-балалайка (идиш) | Еврейская народная песня                                        |
| Туман | Иеромонах Роман                                                 |
| Ты говоришь, мой друг | Ю. Хайт — П. Григорьев                                          |
| Ты и вы | П. Булахов — А. Пушкин                                          |
| Ты не пой, соловей | Иеромонах Роман                                                 |
| Ты слышишь, море (с детским хором телевидения и радио Санкт-Петербурга)                                                            | А. Зацепин — М. Пляцковский                                     |
| Ты, соловушко, умолкни | М. Глинка — В. Забила в пер. с укр. неизв. автора               |
| Ты успокой меня | А. Вертинский                                                   |
| У врат обители святой (Нищий) | С. Донауров — М. Лермонтов                                      |
| У высокого берега | А. Вертинский — А. Блок, А. Вертинский                          |
| У зари-то, у зореньки | Русская народная песня                                          |
| У камина | П. Баторин                                                      |
| У церкви стояла карета | Неизвестны                                                      |
| У Чёрного моря | М. Табачников — С. Кирсанов                                     |
| Угольки (Камелек) | Б. Прозоровский — Н. Вильде                                     |
| Удивительный вальс | А. Дольский                                                     |
| Уж ты верная | Цыганская песня                                                 |
| Услышь меня, хорошая | В. Соловьёв-Седой — М. Исаковский                               |
| Утёс | М. Балакирев — М. Лермонтов                                     |
| Утро туманное | В. Абаза — И. Тургенев                                          |
| Хотел бы в единое слово… | П. Чайковский — Г. Гейне в пер. Л. Мея                          |
| Хуторок | Е. Климовский — А. Кольцов                                      |
| Царскосельская статуя | Ц. Кюи — А. Пушкин                                              |
| Цветок | М. Петренко — В. Крахт                                          |
| Чайка | Е. Жураковский — Е. Буланина                                    |
| Чёрный ворон | Народная песня                                                  |
| Что будет, то и будет (Романс Маркиза из к/ф «Достояние республики»)                                                               | Е. Крылатов — Б. Ахмадуллина                                    |
| Что мне горе | С. Покрас — П. Герман                                           |
| Что так сердце растревожено | Т. Хренников — М. Матусовский                                   |
| Что ты клонишь над водами | Г. Кушелев-Безбородко — Ф. Тютчев                               |
| Что ты спишь, восстань, душе моя                                                                                                   | Иеромонах Роман                                                 |
| Чубчик | Неизвестны                                                      |
| Чудесный вальс (Лесной вальс) | Б. Окуджава                                                     |
| Чужие города | А. Вертинский — Р. Блох, А. Вертинский                          |
| Эй, ямщик, гони-ка к «Яру» | А. Юрьев — Б. Андржиевский                                      |
| Элегия (Когда, душа, просилась ты…)                                                                                                | М. Яковлев — А. Дельвиг                                         |
| Эх, дороги... | А. Новиков — Л. Ошанин                                          |
| Эх, друг гитара | Б. Фомин — Б. Тимофеев                                          |
| Эх, душа моя, мы с тобой не пара                                                                                                   | Т. Толстая?                                                     |
| Эхо любви | Е. Птичкин — Р. Рождественский                                  |
| Юноша и дева | А. Даргомыжский — А. Пушкин                                     |
| Я Вас любил | Б. Шереметьев — А. Пушкин                                       |
| Я вас люблю | И. Балакирев — А. Пушкин                                        |
| Я вновь повстречался с Надеждой | Б. Окуджава                                                     |
| Я вновь пред тобою стою очарован                                                                                                   | Неизв. — В. Красов                                              |
| Я встретил Вас | Л. Малашкин — Ф. Тютчев                                         |
| Я думал, сердце позабыло | О. Донаурова — А. Пушкин                                        |
| Я ехал к вам (Приметы) / J’ allais vers vous (франц.)                                                                              | И. Шварц — А. Пушкин / М. Цветаева (франц.)                     |
| Я знал её милым ребёнком (Кукла)                                                                                                   | А. Титов — Д. Минаев                                            |
| Я люблю тебя, жизнь | Э. Колмановский — К. Ваншенкин                                  |
| Я пишу исторический роман | Б. Окуджава                                                     |
| Я помню вальса звук прелестный | Н. Листов                                                       |
| Я помню чудное мгновенье | М. Глинка — А. Пушкин                                           |
| Я сказал, что где-то | Иеромонах Роман                                                 |
| Я тебе ничего не скажу | П. Чайковский — А. Фет                                          |
| Я тебе ничего не скажу | Т. Толстая — А. Фет                                             |
| Я тоскую по Родине | Ж. Ипсиланти — Г. Храпак                                        |
| Ямщик, не гони лошадей | Я. Фельдман — Н. фон Риттер                                     |
| Ясный месяц по небу гуляет | П. Арманд                                                       |
| Гуде вітер (укр.) | М. Глинка — В.Забила                                            |
| Дивлюсь я на небо, та й думку гадаю… (укр.)                                                                                        | Л. Александрова — М. Петренко                                   |
| Комарик (укр.) | Украинская народная песня                                       |
| Місяць на небі (укр.) | Украинская народная песня                                       |
| Несе Галя воду (укр.) | Украинская народная песня                                       |
| Ніч яка місячна (укр.) | Н. Лысенко — М. Старицкий                                       |
| Пісня про рушник (укр.) | П. Майборода — А. Малышко                                       |
| Повій, вітре, на Вкраїну (укр.) | Л. Александрова — С. Руданский                                  |
| Стоїть гора високая (укр.) | Народная — Л. Глебов                                            |
| A lu mircatu (сицил.) | Сицилийская народная песня                                      |
| À Paris (франц.) | Ф. Лемарк                                                       |
| Ack Värmeland, du sköna (Ах, Вермланд, ты прекрасен) (швед.)                                                                       | Народная — А. Фриксел, А. Дальгрен                              |
| Arrivederci Roma (До свидания, Рим) (итал.)                                                                                        | Р. Рашель — П.Гаринеи, С. Джиованнини                           |
| Au printemps tu reviendras (Весной ты вернешься) (франц.)                                                                          | Ш. Азнавур                                                      |
| Auf dem Wasser zu singen (нем.) / Баркарола                                                                                        | Ф. Шуберт — Ф. Л. фон Штольберг (нем.) / А. Плещеев             |
| Ave Maria (итал.) | Ф. Шуберт                                                       |
| Bella, ciao (итал.) | Итальянская народная песня                                      |
| Bésame mucho (исп.) | К. Веласкес                                                     |
| Canta pe' me (Пой мне) (итал.) | Э. Де Куртис — Л. Бовио                                         |
| Сanzone arrabbiata (Неистовая песня или Пою для себя, итал.)                                                                       | Н. Рота — Н.Рота, А. Вертмюллер                                 |
| Canzone da due soldi (Песня за два сольди) (итал.)                                                                                 | К. Донида — Дж. Перотти                                         |
| Chitarra romana (Римская гитара) (итал.)                                                                                           | Э. Ди Лаццаро — Б. Керубини                                     |
| Cielito lindo (Солнышко) (исп.) | К. Фиделино Мендос и Кортес                                     |
| Den sista sången (Последняя песня) (швед.)                                                                                         | С. Линд — Д. Андерссон                                          |
| Dicitencello vuje (Скажите вы ей) (итал.)                                                                                          | Р. Фальво — Э. Фуско                                            |
| Domino (франц.) / Domino (нем.) | Л. Феррари — Ж. Плант (франц.) / М. Зигель (нем.)               |
| Dos cruces (Два креста) (исп.) | К. Ларреа                                                       |
| Élégie (франц.) | Ж. Массне — Л. Галле                                            |
| Eli, Eli(Мой Бог) (иврит) | Д. Зехави — Х. Сенеш                                            |
| En Aranjues Con Tu Amor (исп.) | Х. Родриго — А. Г. Сегура                                       |
| Es muss was Wunderbares sein (Это, должно быть, так чудесно) — ария из оперетты «Im weißen Rößl» (Гостиница «Белая лошадь») (нем.) | Р. Бенацки — Р. Гилберт                                         |
| Ecris — Moi (Если можешь, прости) с М. Гогитидзе, рус., франц.                                                                     | Дж. Раймонди — Л. Потера (франц.), И. Аркадьев (рус.),          |
| Fais comme si (франц.) | Margerit Monnot – Michel Rivgauche                              |
| Fineste che lucive (Окно, которое светилось) (итал.)                                                                               | Неизвестны                                                      |
| Funiculì, Funiculà (Фуникулер) (итал.)                                                                                             | Л. Денца — П. Турко                                             |
| Greensleeves (Зелёные рукава) (англ.)                                                                                              | Английская народная песня                                       |
| Groszki i róże (Горошек и розы) (пол.)                                                                                             | З. Конечны — Ю. Кацпер, Х. Ростворовски                         |
| Guaglione (Мальчишка) (итал.) | Дж. Фанчулли — Н. Салерно                                       |
| Hymne à l'amour (Гимн любви) (франц.)                                                                                              | М. Монно — Э. Пиаф                                              |
| Historia de un Amor (История любви) (исп.)                                                                                         | К. Э. Альмаран                                                  |
| I Will Give my Love an Apple (Я дам любимой яблоко) (англ.)                                                                        | Английская народная песня                                       |
| I' te vurria vasà (Я хочу тебя целовать) (итал.)                                                                                   | Э. ди Капуа — В. Руссо                                          |
| Il mio bel foco | Б. Марчелло                                                     |
| Jag väntar...(Я жду…) (швед.) | Г. Турессон — Д. Андерссон                                      |
| Jag vet en dejlig rosa (Я знаю прелестную розу) (швед.)                                                                            | Шведская народная песня                                         |
| Je ne pourrai jamais vivre sans toi (Я никогда не смогу жить без тебя, песня из к/ф "Шербурские зонтики") (франц.)                 | М. Легран — Ж. Деми                                             |
| Kristallen den fina (Кристалл мой прекрасный) (швед.)                                                                              | Шведская народная песня                                         |
| L’accordéoniste (Аккордеонист) (франц.)                                                                                            | М. Эммер                                                        |
| L'Homme à la moto (Человек на мотоцикле) (франц.)                                                                                  | Mike Stoller — Jerry Leiber в пер. на франц. Jean Dréjac        |
| La barchetta (итал.)/ Баркетта | Р. Ан — П. Буратти (итал.) / Н. Райский                         |
| La bohème (франц.) | Ш. Азнавур — Ж. Плант                                           |
| La Cumparsita (исп.) | М. Родригес — П. Контурси, Э. Марони                            |
| La goualante du pauvre Jean (Песня бедного Жана) (франц.)                                                                          | Marguerite Monnot — René Rouzaud                                |
| La mamma (франц.) | Ш. Азнавур — Р. Галл                                            |
| La spagnola (Испанское болеро) (итал.)                                                                                             | В. ди Чиара                                                     |
| Les feuilles mortes (Опавшие листья) (франц.)                                                                                      | Ж. Косма — Ж. Превер                                            |
| Lili Marleen (нем.) | Р. Цинк — Г. Ляйп                                               |
| Mamma (Mamma, son tanto felice) (итал.)                                                                                            | Ч. А. Биксио — Б. Керубини                                      |
| Mamma mia, che vo' sape? (итал.)                                                                                                   | Э. Нутиле — Ф. Руссо                                            |
| Manhã de Carnaval (Утро карнавала) (португал.)                                                                                     | L. Bonfá — Antônio Maria                                        |
| Marechiare (итал.) | Ф. П. Тости — С. ди Джакомо                                     |
| Maria, Marì (итал.) | Э. ди Капуа — В. Руссо                                          |
| Mattinata (Рассвет) (итал.) | Р. Леонкавалло -                                                |
| Memory (ария из мюзикла «Кошки») (англ.)                                                                                           | Э. Ллойд Уэббер — Т. Нанн                                       |
| Mon amant de Saint-Jean (Возлюбленный из Сен-Жана) (франц.)                                                                        | Э. Каррара — Л. Ажель                                           |
| Mon Dieu (Мой Бог)(франц.) | C. Dumont – M. Vaucaire                                         |
| Mon manège à moi (Моя карусель) (франц.)                                                                                           | Н. Глансбер — Ж. Константан                                     |
| Moonlight Serenade (Серенада лунного света) (англ.)                                                                                | Г. Миллер — М. Пэрриш                                           |
| Ne me quitte pas (Не покидай меня) (франц.)                                                                                        | Ж. Брель                                                        |
| Ninna nanna a Michele (Колыбельная из к/ф "Крестный отец 2") (итал.)                                                               | Н. Рота                                                         |
| Non, je ne regrette rien (Нет, я не жалею ни о чём) (франц.)                                                                       | Ш. Дюмон — М. Уокер                                             |
| Non ti scordar di me (Не забывай меня) (итал.)                                                                                     | Э. де Куртис — Д. Фурно                                         |
| Notte senza luna (Ночь без луны) (итал.)                                                                                           | Г. Гиммель — Э. Фратти                                          |
| 'О paese d' 'o sole (Солнечный край) (итал.)                                                                                       | В. Д’Аннибале — Л. Бовио                                        |
| ’O sole mio (итал.) | Э. ди Капуа — Дж. Капурро                                       |
| 'O surdato 'nnammurato (Влюблённый солдат) (итал.)                                                                                 | А. Каннио — А. Калифано                                         |
| Padam… padam… padam (франц.) | Н. Гланцберг — А. Конте                                         |
| Parla piu piano (Говори чуть тише) (итал.) / Speak softly, love (из к/ф "Крестный отец") (англ.)                                   | Н. Рота — Дж. Бонкомпаньи (итал.) / Л. Кьюзик (англ.)           |
| Parlami d'amore Mariù (Говори мне о любви, Мари) (итал.)                                                                           | Ч. А. Биксио — Е. Нери                                          |
| Passione (Страсть) (итал.) | Э. Тальяфери, Н. Валенте — Л. Бовио                             |
| Plaisir d’amour (Восторг любви) (франц.)                                                                                           | Ж.-П. Э. Мартини — Ж.-П. Клари де Флориан                       |
| Por una cabeza (Потерявший голову) (исп.)                                                                                          | К. Гардель — А. Ле Пера                                         |
| Pour faire une jam (Играем джаз) (франц.)                                                                                          | Ш. Азнавур                                                      |
| Quizás, Quizás, Quizás (исп.) | О. Фаррес                                                       |
| Sa jeunesse (Молодость) (франц.)                                                                                                   | Ш. Азнавур                                                      |
| Sag Mir Wo die Blumen Sind (Скажи мне, где цветы) (нем.)                                                                           | П. Сигер — в пер. на нем. М. Копельта                           |
| Salut! (франц.) | Т. Кутуньо — П. Деланоэ, К. Лемэль                              |
| Sans voir le jour (Не видя дня) (франц.)                                                                                           | -                                                               |
| Santa Lucia (итал.) | Т. Коттрау — Э.Коссович                                         |
| Si maritau Rosa (Вышла замуж Роза) (сицил.)                                                                                        | Сицилийская народная песня                                      |
| Sicilia bedda (Прекрасная Сицилия) (сицил.)                                                                                        | Сицилийская народная песня                                      |
| Sous le ciel de Paris (Под небом Парижа) (франц.)                                                                                  | Ю. Жиро — Ж. Дрижак                                             |
| Ständchen (Серенада) (нем.) | Ф. Шуберт — Л. Рельштаб                                         |
| Strangers in the Night (Путники в ночи) (англ.)                                                                                    | Б. Кемпферт — Ч. Синглтон, Э. Снайдер                           |
| Sunrise, sunset (Восход, закат) (шлягер из мюзикла «Скрипач на крыше») (англ.)                                                     | Дж. Бок — Ш. Харник                                             |
| Sway (В танце) (англ.) | П. Руис — Н. Гимбел                                             |
| The anniversary song (Oh, how we danced) (Юбилейная песня) (англ.)                                                                 | И. Иванович — Эл Джолсон, С. Чаплин                             |
| To ostatnia niedzela (пол.) | Е. Петерсбурский — З. Фридвальд                                 |
| Tombe la neige (Падает снег) (франц.)                                                                                              | С. Адамо                                                        |
| Torna a Surriento (итал.) | Э. де Куртис — Дж. де Куртис                                    |
| Trousse chemise | Ш. Азнавур — Jacques Mareuil                                    |
| Tu ca nun chiagne (Ты, которая не плачешь) (итал.)                                                                                 | Э. де Куртис — Л. Бовио                                         |
| Une Vie d’amour (Вечная любовь) (франц.)                                                                                           | Ж. Гарваренц — Ш. Азнавур                                       |
| Vem kan segla förutan vind? (Кто может без ветра плыть под парусом) (швед.)                                                        | Шведская народная песня                                         |
| Vieni, vieni, o mio diletto (Приди, приди) (итал.)                                                                                 | А. Вивальди — неизв.                                            |
| Voce 'e notte (Голос в ночи) (итал.)                                                                                               | Э. Де Куртис — Э. Николарди                                     |
| Vu iz dus gesele (Где эта улочка?) (идиш)                                                                                          | Ш. Секунда — И. Розенберг                                       |
| What is a youth (Песня менестреля из к/ф «Ромео и Джульетта») (англ.)                                                              | Н. Рота — Ю. Уолтер                                             |
| Ya es muy tarde (Уже слишком поздно) (исп.)                                                                                        | Alfredo Gil                                                     |
| Αργοσβήνεις μόνη (Одна ты увядаешь) (греч.)                                                                                        | В. Цицанис                                                      |
| Αμάν Κατερίνα μου (Пощади, моя Катерина) (греч.)                                                                                   | П. Тундас                                                       |
| Αχ χελιδόνι μου (Ласточка) (греч.)                                                                                                 | М. Лоизос — Л. Пападопулос                                      |
| Η ταμπακιέρα (Табакерка) (греч.)                                                                                                   | И. Рициардис — Й. Яннакопулос, М. Трайфорос                     |
| Θεός αν είναι (Если Бог есть) (греч.)                                                                                              | Г. Брегович — Л. Нилакопулу                                     |
| Καϊξής (Лодочник, греч.) | А. Хацихристос — Й. Фотидас                                     |
| Μάτια μου (Милая ты моя) (греч.)                                                                                                   | С. Куюмдзис — Л. Пападопулос                                    |
| Ο καημός (Печаль) (греч.) | М. Теодоракис — Д. Христодулу                                   |
| Οδός Αριστοτελους (Улица Аристотеля) (греч.)                                                                                       | Я. Спанос — Л. Пападопулос                                      |
| Οι φίλοι (Друзья) (греч.) | Х. Алексиу                                                      |
| Όλα καλά (Все хорошо) (греч.) | С. Куюмдзис                                                     |
| Πόσο λυπάμαι (Мне так жаль) (греч.)                                                                                                | К. Яннидис — П. Пападукас, В. Спиропулос                        |
| Ροζ (В розовом) (греч.) с М. Гогитидзе                                                                                             | Я. Милиокас                                                     |
| Σ´Αγαπώ (Люблю тебя) (греч.) | Греческая народная песня                                        |
| Τι 'ναι αυτό που το λένε αγάπη (Что такое любовь) (греч.)                                                                          | Т. Моракис — Я. Ферманоглу                                      |
| Το μινόρε της αυγής (Грустная мелодия рассвета) (греч.)                                                                            | С. Перистерис — М. Матсас                                       |
| Το τραμ το τελευταίο (Последний трамвай) (греч.)                                                                                   | М. Суйюл — А. Сакеллариос и др.                                 |
| Το τρένο φεύγει στις οχτώ (Поезд уходит в восемь) (греч.)                                                                          | М. Теодоракис — М. Элевфериу                                    |
| Χαράματα η ώρα τρεις (Рассвет в три часа) (греч.)                                                                                  | Маркос Вамвакарис                                               |
| Ո'վ սիրուն, սիրո'ւն (О красивая, красивая) (арм.)                                                                                  | Народная — Л. Мириджанян                                        |

## Награды
- В 1997 году на фестивале «Глас Ангельский России» удостоен награды «Ангел Трубящий».
- В 1999 году Лауреат Царскосельской художественной премии «За постижение души русского романса»
- В 2002 году удостоен премии «Триумф»[7]
- В 2003 году награждён медалью «В память 300-летия Санкт-Петербурга».
- В 2004 году награждён общественным орденом Св. Благоверного Великого князя Александра Невского.
- В 2004 году вручена медаль и присвоено звание Лауреата Третьего Всероссийского конкурса премии «Хрустальная роза» Виктора Розова под девизом «За вклад в отечественную культуру» (за новые концертные программы 2002—2004 годов).
- В 2004 году присвоено почётное звание «Заслуженный артист Российской Федерации» — …За заслуги в области искусства…[21].
- В 2005 году награждён юбилейной общественной Пушкинской медалью «Ревнителю просвещения. В память 200-летия А. С. Пушкина».
- В 2009 году награждён серебряной медалью святого первоверховного Апостола Петра.
- В 2009 году награждён памятной медалью «Митрополит Лавр» (Войсковая православная миссия)[22].
- В 2015 году присвоено почётное звание «Народный артист Российской Федерации» — …За большие заслуги в области театрального, кинематографического и музыкального искусства…[1].
- 2015 год — лауреат Премии Правительства Российской Федерации в области культуры за цикл концертов «Песня соединяет»[23].
- В 2018 году удостоен Высочайшей Благодарности Главы Российского Императорского Дома — Е. И. В. Государыни Великой Княгини Марии Владимировны[24].
- В 2023 году удостоен всероссийской литературной премии имени Андрея Дементьева за вклад в развитие и популяризацию поэтического творчества
- В 2024 году присвоено звание "Почётный профессор МГУ".